# Cymodusa longiterebra
Cymodusa longiterebra là một loài tò vò trong họ Ichneumonidae.